# Миркаримова, Кундуз
Кунду́з Миркари́мова (узб. Qunduz Mirkarimova; (8 марта 1925, Ташкент — 11 июня 2019, Ташкент) — советская, узбекская танцовщица, артистка балета, балетмейстер, хореограф, педагог. Народная артистка СССР (1984).

## Биография
Родилась 8 марта 1925 года (по другим источникам — в 1924 и в 1928) в Ташкенте (Узбекистан).
В 1937—1941 годах училась в Узбекской республиканской балетной школе (с 1947 — Узбекское хореографическое училище, ныне Ташкентская государственная высшая школа национального танца и хореографии). В 1951 году окончила Московское хореографическое училище при Большом театре (ныне — Московская государственная академия хореографии).
В 1943—1946 годах — танцовщица Янгиюльского театра музыкальной драмы и комедии, в 1946—1949 — Узбекского театра музыкальной драмы и комедии им. Мукими (ныне Государственный музыкальный театр имени Мукими), в 1951—1953 — Государственного театра оперы и балета им. А. Навои (ныне Большой театр имени Алишера Навои), в 1953—1956 — Государственной филармонии Узбекистана (все в Ташкенте).
В 1957—1967 годах — танцовщица и педагог-репетитор, в 1979—1988 — художественный руководитель Государственного ансамбля узбекского народного танца Узбекской ССР «Бахор» им. М. Тургунбаевой.
Гастролировала по многим городам СССР и странам мира: Франция, Япония, Австрия, Индия, Судан, Ливия, Египет, Марокко, Алжир, Тунис, Пакистан, Сингапур, Малайзия, Саудовская Аравия, Афганистан, Венгрия, Испания и др.
В 1964—1979 и с 1988 года — педагог Узбекского хореографического училища (с 1996 — профессор).
Среди её учениц — Мамура Эргашева, Угилой Мухамедова, Татьяна Федяева, Малика Ахмедова, Зиеда Мадрахимова, Дильбар Юнусова, Гульчехра Фазылджанова, Гульнара Саитова, Зебо Амин-заде.
Скончалась 11 июня 2019 года в Ташкенте. Похоронена на кладбище «Минор».

## Творчество
Исполняла классические, национальные и современные танцы: «Гайратли киз», «Катта уйин», «Хоразмча ракс», «Уйгурча ракс», «Рохат», «Жонон», «Най навоси», «Бахор тонги», «Танавор», «Занг уйини», «Помирча ракс», «Дилдор», «Гулрух», «Гулноз», «Пилла» («Вышивальщица»), «Ларзон».
Как балетмейстер сценировала классические, народные и современные танцы. Из них:
- композиции: «Хотира» («Память»), «Она калби»
- групповые танцы: «Мустазод», «Занг», «Узбекистон кизлари», «Навруз», «Доира ракси» («Танец дойры»), «Танавор 2», «Танавор 3», «Сийнахирож», «Сурнай навоси», «Эй сарви равон», «Узбек миниатюраси», «Хамса», «Катта бухорча», «Пахта», «Пятерица», «Тошкент занги», «Ферганский танец», «Хорезмский танец», «Бухарский танец», «Бие-ер», «Муножат»
- сольные танцы: «Урик гуллаганда» («Когда цветет урюк»), «Горный Бадахшанский», «Жоним пиала».

Танцы «Насри сегох», «Савти муножот», «Тог кизи», «Дилхирож», «Урик гуллаганда», «Нурхон», «Уйна, уйна Гулнора» («Танцуй, танцуй Гулнора») заняли место в золотом фонде узбекской хореографии.

## Звания и награды
- Заслуженная артистка Узбекской ССР (07.03.1956)[6]
- Народная артистка Узбекской ССР (1966)[7]
- Народная артистка СССР (1984)
- Орден Дружбы народов[8]
- Медаль «За трудовое отличие» (1951)[9]
- Орден «Дустлик» (1997)
- Медаль «Шухрат» (1994)
- Премия имени М. Тургунбаевой (1994)
- Лауреат многих республиканских и международных конкурсов и фестивалей.